# Андромонецке биљке
Андромонецке биљке су оне врсте које имају и једнополне и двополне цветове, али тако да се на једној биљци налазе заједно и хермафродитни и мушки цветови.

## Примери
ЧемерикаAstrantia је андромонецка биљка.